# Oboe (Ort)
Oboe ist ein osttimoresischer Ort im Suco Cota Bo’ot (Verwaltungsamt Bobonaro, Gemeinde Bobonaro). Das Dorf liegt im Zentrum der Aldeia Oboe, auf einer Meereshöhe von 914 m. Die Straße, die durch den Ort führt, verbindet Oboe mit Aimeta im Osten und Carabau im Südwesten. Nordwestlich fließt der Babalai, ein Nebenfluss des Marobo.
In Oboe befindet sich der Sitz des Sucos Cota Bo’ot.